# Xaloztoc
Xaloztoc är en kommun i Mexiko.   Den ligger i delstaten Tlaxcala, i den sydöstra delen av landet, 120 km öster om huvudstaden Mexico City. Antalet invånare är 21 769. Arean är 49 kvadratkilometer.
Terrängen i Xaloztoc är huvudsakligen platt, men åt sydost är den kuperad.
Följande samhällen finns i Xaloztoc:
- Colonia Venustiano Carranza
- Colonia Velazco
- Colonia José López Portillo
- Santa Cruz Zacatzontetla